# Setiechinopsis mirabilis
Setiechinopsis mirabilis ist die einzige Pflanzenart der monotypischen Gattung Setiechinopsis in der Familie der Kakteengewächse (Cactaceae). Das Artepitheton mirabilis stammt aus dem Lateinischen, bedeutet ‚wundervoll‘ und verweist auf das Erscheinungsbild der Art.

## Beschreibung
Setiechinopsis mirabilis wächst einzeln. Die zylindrischen, trüb gelblich grünen bis braungrünen Triebe erreichen bei Durchmessern von bis zu 2 Zentimetern Wuchshöhen von 12 bis 15 Zentimeter. Es sind elf Rippen vorhanden, die wenig gewellt sind. Der einzelne, abstehende und gerade Mitteldorn ist 1 bis 1,5 Zentimeter lang. Die neun bis 14 Randdornen sind schlank und gerade.
Die schmal röhrenförmigen, weißen Blüten erscheinen an in der Nähe der Triebspitzen und duften eher unangenehm. Sie sind 11 bis 12 Zentimeter lang. Ihre Blütenhüllblätter sind ausgebreitet. Die Früchte erreichen einen Durchmesser von 0,6 bis 1 Zentimeter und sind 3,5 bis 4 Zentimeter lang.

## Verbreitung, Systematik und Gefährdung
Setiechinopsis mirabilis ist in den argentinischen Provinzen Santiago del Estero, San Juan, La Rioja und Mendoza unter Sträuchern im Tiefland bei 500 bis 1000 Metern verbreitet.
Die Erstbeschreibung als Echinopsis mirabilis durch Carlos Luis Spegazzini wurde 1905 veröffentlicht. Th. de Haas stellte die Art 1940 in die Gattung Setiechinopsis. Weitere nomenklatorische Synonyme sind Arthrocereus mirabilis (Speg.) W.T.Marshall (1941) und Acanthopetalus mirabilis (Speg.) Y.Itô (1957).
Synonyme der Gattung sind Echinopsis subg. Setiechinopsis Backeb. (1938), Setiechinopsis Backeb. (1950) und Acanthopetalus Y.Itô (1957, nom. illeg.).
In der Roten Liste gefährdeter Arten der IUCN wird die Art als „Least Concern (LC)“, d. h. als nicht gefährdet geführt.

## Nachweise